# Tadeusz Mikoś (generał)
Tadeusz Mikoś (ur. 7 lutego 1933 w Baryczy, zm. 7 sierpnia 2018 w Warszawie) – generał brygady Wojska Polskiego.

## Życiorys
Syn Tomasza, pracownika utrzymania dróg i Marii z domu Wojewoda. Absolwent Technikum Mechanicznego we Wrocławiu, gdzie w 1953 zdał egzaminy maturalne. Służbę wojskową rozpoczął w 1952 jako podchorąży Oficerskiej Szkoły Radiotechnicznej, którą ukończył w 1955 i został promowany na stopień podporucznika. Po ukończeniu szkoły został technikiem urządzeń nadawczo-odbiorczych stacji radiolokacyjnej w 22 Samodzielnym Batalionie Obserwacyjno-Meldunkowym, który w 1956 został przekształcony w 22 Samodzielny Pułk Radiotechniczny. Od 1957 był dowódcą stacji radiolokacyjnej, a od 1960 kierownikiem sekcji radiolokacji w 22 Samodzielnym Batalionie Radiotechnicznym. Od 1963 pomocnik szefa wydziału techniki i eksploatacji w dowództwie 3. Korpusu Obrony Powietrznej Kraju (OPK) we Wrocławiu. Pd września 1972 starszy inżynier wydziału eksploatacji Oddziału Wojsk Radiotechnicznych Dowództwa 3 Korpusu OPK. Od grudnia 1972 do maja 1974 szef służby uzbrojenia i techniki 3. Brygady Radiotechnicznej, a następnie w latach 1974–1978 szef służb technicznych – zastępca dowódcy tej brygady. Od marca 1978 do grudnia 1981 dowódca 3. Brygady Radiotechnicznej. Pod jego dowództwem brygada była przodującym związkiem taktycznym Wojsk Obrony Powietrznej Kraju i została dwukrotnie wyróżniona przez Ministra Obrony Narodowej Medalem „Za Osiągnięcia w Służbie Wojskowej”. Absolwent zaocznych studiów na Wydziale Automatyki Politechniki Wrocławskiej (1979) oraz kursu operacyjnego w Akademii Sztabu Generalnego WP w Warszawie (1978). Od grudnia 1981 do września 1988 szef Wojsk Radiotechnicznych WOPK (do czerwca 1983 jako pełniący obowiązki). W 1985 ukończył Podyplomowe Studium Operacyjno-Strategiczne Akademii Sztabu Generalnego WP. Od września 1988 do 1 lipca 1990 dowódca 1 Korpusu OPK w Warszawie. W maju 1990 prezydent RP Wojciech Jaruzelski mianował go na stopień generała brygady. Od 1 lipca 1990 do 25 marca 1993 był dowódcą 1 Korpusu Obrony Powietrznej. 25 marca 1993 został pożegnany przez ministra obrony Janusza Onyszkiewicza w związku z zakończeniem zawodowej służby wojskowej i przeniesiony w stan spoczynku z dniem 14 kwietnia 1993. W stanie spoczynku pracował w Przemysłowym Instytucie Telekomunikacji w Warszawie.
W 1996 należał do grupy generałów - współzałożycieli Klubu Generałów WP.

## Awanse
W trakcie wieloletniej służby w Wojsku Polskim otrzymywał awanse na kolejne stopnie wojskowe:
- podporucznik – 1955
- porucznik – 1957
- kapitan – 1961
- major – 1966
- podpułkownik – 1971
- pułkownik – 1979
- generał brygady – 7 maja 1990

## Życie prywatne
Mieszkał w Warszawie. Żonaty, żona Irena, 1 córka.

## Odznaczenia
- Krzyż Komandorski Orderu Odrodzenia Polski (2003)
- Krzyż Oficerski Orderu Odrodzenia Polski (1986)
- Krzyż Kawalerski Orderu Odrodzenia Polski (1979)
- Złoty Medal „Siły Zbrojne w Służbie Ojczyzny”
- Srebrny Medal Siły Zbrojne w Służbie Ojczyzny
- Brązowy Medal Siły Zbrojne w Służbie Ojczyzny
- Złoty Medal „Za zasługi dla obronności kraju”
- Srebrny Medal „Za zasługi dla obronności kraju”
- Brązowy Medal „Za zasługi dla obronności kraju”
- inne odznaczenia i wyróżnienia